# Semiconduttore composto
Un semiconduttore composto si ottiene dalla combinazione di più elementi chimici per la costituzione del cristallo che abbia le proprietà di un semiconduttore.
Con la combinazione di elementi del gruppo V A e III A, come nel caso dell'arseniuro di gallio (combinazione di arsenico e gallio), o del gruppo II B e VI A (zinco o cadmio e selenio), si possono produrre semiconduttori dalla caratteristiche diverse ed interessanti.
Si possono inoltre formare leghe binarie, ternarie e quaternarie, rispettivamente combinazioni di due, tre o quattro elementi; un esempio di lega ternaria è l'arseniuro di gallio e alluminio, in cui un certo numero di atomi di gallio viene sostituito da un numero uguale di atomi di alluminio. Si possono formare leghe anche con gli elementi del gruppo IV A germanio e silicio (silicio-germanio).